# Keito Yamakita
Keito Yamakita (en japonés: 山北渓人 Yamakita Keito?) es un artista marcial mixto japonés que actualmente compite en la categoría de peso paja de ONE Championship. Ha competido previamente en Pancrase, donde fue el Campeón de Peso Paja de Pancrase.

## Carrera de artes marciales mixtas

### Pancrase

#### Neo Blood Tournament
El 12 de diciembre de 2020, se anunció que Yamakita sería uno de los 8 participantes del Torneo de Peso Paja de Neo Blood de Pancrase de 2020. Yamakita enfrentó a Masaya Oshiro en los cuartos de final del torneo, que se llevó a cabo en Pancrase 312 el 16 de febrero de 2020. Ganó la pelea por sumisión técnica en el primer asalto.
Yamakita enfrentó a Tomoki Otsuka en Pancrase 319 el 25 de octubre de 2020, en la semifinales del torneo. Ganó la pelea por decisión unánimen. Yamakita avanzó a la final del torneo, llevada a cabo en Pancrase 320 el 13 de diciembre de 2020, donde enfrentó al invicto Taiga Tanimura. Ganó la pelea por decisión unánime.
Yamakita enfrentó a Aki en el Road to ONE: Young Guns el 22 de febrero de 2021. Ganó la pelea por KO en el segundo asalto con rodillas en el suelo.
Yamakita enfrentó a Tatsuki Ozaki en Pancrase 322 el 27 de junio de 2021. Ganó la pelea por sumisión (armbar) en el primer asalto.
Yamakita enfrentó a Ryosuke Noda en Pancrase 324 el 16 de octubre de 2021. Ganó la pelea por decisión unánime. Luego de su victoria, Yamakita fue posicionado como el tercer mejor peso paja del mundo según Fight Matrix.

#### Campeonato de Peso Paja de Pancrase
Su racha de seis victorias consecutivas en Pancrase le dieron a Yamakita una oportunidad titular, siendo promagado para enfrentar al Campeón de Peso Paja de Pancrase Daichi Kitakata en el evento estelar de Pancrase 328 el 18 de julio de 2022. Ganó la pelea y el título por decisión unánime.

### ONE Championship
El 10 de febrero de 2023, Yamakita anunció que había firmado con ONE Championship.
Yamakita enfrentó a Alex Silva el 24 de marzo de 2023, en ONE Fight Night 8. Ganó la pelea por decisión unánime.
Yamakita enfrentó a Bokang Masunyane el 28 de enero de 2024, en ONE 165. Perdió la pelea por decisión unánime.
Yamakita enfrentó a Jeremy Miado el 1 de marzo de 2024, en ONE 166. Ganó la pelea por sumisión en el primer asalto.
Yamakita enfrentó al ex-Campeón Mundial de Peso Paja de ONE Yosuke Saruta el 2 de agosto de 2024, en ONE Fight Night 24. Ganó la pelea por decisión dividida. 

## Campeonatos y logros

### Artes marciales mixtas
- Pancrase
  - Campeonato Amateur de Peso Mosca de All Japan Pancrase[19]
  - Ganador del Torneo de Peso Paja de Neo Blood de Pancrase
  - Campeonato de Peso Paja de Pancrase

### Grappling
Freestyle Wrestling
- Tercer Lugar del Campeonato de 2011 de Secundaria de National Junior (−47 kg) de 2011[20]
- Tercer Lugar del Campeonato Debutante de East Japan Student Autumn (−57 kg) de 2016[21]
- Finalista del Campeonato de East Japan Student Spring Championship (−57 kg) de 2017[22]
- Finalista de la Conferencia Deportiva Nacional (−57 kg) de 2017[22]
- Tercer Lugarl del Campeonato de Primavera Estudiante de East Japan (−57 kg) de 2018[23]
- Finalista del Campeonato de East Japan Student Autumn Championship (−57 kg) de 2018[24]

Jiu-Jitsu
- Finalista del Campeonato Avanzado de Peso Pluma Ligero de All Japan Nogi de 2019[25]
- Tercer Lugar del Campeonato Experto de Japan Nogi Jiu-Jitsu de 2022[26]
- Campeonato de Peso Pluma Ligero de Cinturón Azul de All Japan Brazilian Jiu-Jitsu de 2022[27]

## Récord en artes marciales mixtas
| Récord profesional | Récord profesional | Récord profesional |
| 11 peleas          | 10 victorias       | 1 derrota          |
| ------------------ | ------------------ | ------------------ |
| Nocaut             | 1                  | 0                  |
| Sumisión           | 3                  | 0                  |
| Decisión           | 6                  | 1                  |

| Resultado | Récord | Oponente         | Método                    | Evento                  | Fecha                   | Ronda | Tiempo | Localización | Notas                                              |
| --------- | ------ | ---------------- | ------------------------- | ----------------------- | ----------------------- | ----- | ------ | ------------ | -------------------------------------------------- |
| Victoria  | 10–1   | Yosuke Saruta    | Decisión (dividida)       | ONE Fight Night 24      | 2 de agosto de 2024     | 3     | 5:00   | Bangkok      |                                                    |
| Victoria  | 9–1    | Jeremy Miado     | Sumisión (bulldog choke)  | ONE 166                 | 1 de marzo de 2024      | 1     | 4:04   | Lusail       |                                                    |
| Derrota   | 8–1    | Bokang Masunyane | Decisión (unánime)        | ONE 165                 | 28 de enero de 2024     | 3     | 5:00   | Tokio        |                                                    |
| Victoria  | 8–0    | Alex Silva       | Decisión (unánime)        | ONE Fight Night 8       | 24 de marzo de 2023     | 3     | 5:00   | Kallang      |                                                    |
| Victoria  | 7–0    | Daichi Kitakata  | Decisión (unánime)        | Pancrase 328            | 18 de julio de 2022     | 5     | 5:00   | Tokio        | Ganó el Campeonato de Peso Paja de Pancrase.       |
| Victoria  | 6–0    | Ryosuke Noda     | Decisión (unánime)        | Pancrase 324            | 16 de octubre de 2021   | 3     | 5:00   | Tokio        |                                                    |
| Victoria  | 5–0    | Tatsuki Ozaki    | Sumisión (armbar)         | Pancrase 322            | 27 de junio de 2021     | 1     | 4:54   | Tokio        |                                                    |
| Victoria  | 4–0    | Shuto Aki        | KO (rodillazo)            | Road to ONE: Young Guns | 22 de febrero de 2021   | 2     | 2:21   | Tokio        |                                                    |
| Victoria  | 3–0    | Taiga Tanimura   | Decisión (unánime)        | Pancrase 320            | 13 de diciembre de 2020 | 3     | 5:00   | Tokio        | Final del Torneo Neo Blood de Pancrase.            |
| Victoria  | 2–0    | Tomoki Otsuka    | Decisión (unánime)        | Pancrase 319            | 25 de octubre de 2020   | 3     | 5:00   | Tokio        | Semifinal del Torneo Neo Blood de Pancrase.        |
| Victoria  | 1–0    | Masaya Oshiro    | Sumisión técnica (kimura) | Pancrase 312            | 16 de febrero de 2020   | 1     | 4:51   | Tokio        | Cuartos de final del Torneo Neo Blood de Pancrase. |